# Готевичи
Готевичи (бел. Гоцевічы) — деревня в Волковысском районе Гродненской области Беларуси. Входит в состав Субочского сельсовета.

## География
Деревня находится в юго-западной части Гродненской области, на левом берегу реки Волпянки, при автодороге Н-7647, на расстоянии приблизительно 13 километров (по прямой) к северо-западу от города Волковыск, административного центра района. Абсолютная высота — 172 метра над уровнем моря. Площадь населённого пункта — 0,182 км².

## История
По состоянию на 1905 год, в Гоцевичах проживало 70 человек. В административном отношении деревня входила в состав Шиловичской волости Волковысского уезда Гродненской губернии.
Согласно Рижскому мирному договору (1921), деревня вошла в состав Второй Польской республики. Входила в состав гмины Терешки Волковысского повета Белостокского воеводства. В 1921 году числилось 66 жителей, проживавших в 15 домах. В этническом составе населения того периода поляки составляли 100 %. В конфессиональном составе католики составляли 90,9 % населения деревни, православные христиане — 9,1 %.
С 1939 года в БССР.

## Население
По данным переписи 2019 года, в деревне проживало 24 человека.
| Год  | Население, человек |
| ---- | ------------------ |
| 1905 | 70                 |
| 1921 | ↘ 66               |
| 2009 | ↘ 41               |
| 2019 | ↘ 24               |